# Plagiogramma pubifrons
Plagiogramma pubifrons är en skalbaggsart som först beskrevs av Hinton 1935.  Plagiogramma pubifrons ingår i släktet Plagiogramma och familjen stumpbaggar. Inga underarter finns listade i Catalogue of Life.